# Jalpaiguri (Division)
Die Division Jalpaiguri ist eine Division im indischen Bundesstaat Westbengalen.

## Geschichte
Die Division Jalpaiguri wurde am 4. März 1963 eingerichtet. Initial umschloss sie die damaligen Distrikte Darjeeling, Jalpaiguri, Cooch Behar, Malda und West Dinajpur (die späteren Distrikte Uttar Dinajpur und Dakshin Dinajpur).
Im Jahr 2016 wurden die Distrikte Dakshin Dinajpur, Malda und Uttar Dinajpur ausgegliedert und der neugegründeten Division Malda zugeordnet.

## Distrikte
Die Division Jalpaiguri besteht aus fünf Distrikten:
| Distrikt   | Hauptstadt | Fläche (km²) | Einwohner (Stand: 2011) | Bev.-Dichte (Ew./km²) |
| ---------- | ---------- | ------------ | ----------------------- | --------------------- |
| Alipurduar | Alipurduar | 03.136       | 1.491.250               | 476                   |
| Darjiling  | Darjiling  | 03.149       | 1.595.181               | 507                   |
| Jalpaiguri | Jalpaiguri | 03.386       | 2.381.596               | 703                   |
| Kalimpong  | Kalimpong  | 01.076       | 0.251.642               | 234                   |
| Koch Bihar | Koch Bihar | 03.387       | 2.819.086               | 832                   |
| Gesamt     | Gesamt     | 14.134       | 8.538.725               | 604                   |